# Hymenachne
Hymenachne là một chi thực vật có hoa trong họ Hòa thảo (Poaceae).

## Loài
Chi Hymenachne gồm các loài: